# Funtana Coberta
Das Brunnenheiligtum (italienisch Pozzo sacro) Funtana Coberta (deutsch „überdachter Brunnen“) stammt aus dem 10. Jahrhundert v. Chr. und liegt in der Region Salto di Quirra bei Escalaplano bzw. Ballao in der sardischen Metropolitanstadt Cagliari. Vom Ort aus führt ein kurzer Fußweg zu dem gut erhaltenen Denkmal der Nuragher. Stufen führen hinab in die von einer Tholos überwölbte Brunnenkammer. Am Ende der Treppe erreicht man den ebenen Boden einer kreisrunden Tholos von etwa vier Metern Durchmesser. Von hier führt außermittig ein runder gemauerter Brunnenschacht weitere fünf Meter in die Tiefe, wo heute noch Wasser geschöpft werden kann. Nach Regenfällen steigt der Brunnenpegel und die Treppenstufen werden von grünlichem Wasser bedeckt.
Die Struktur hat starke Affinitäten mit dem Brunnenheiligtum von Gârlo in Bulgarien.

Funtana Coberta
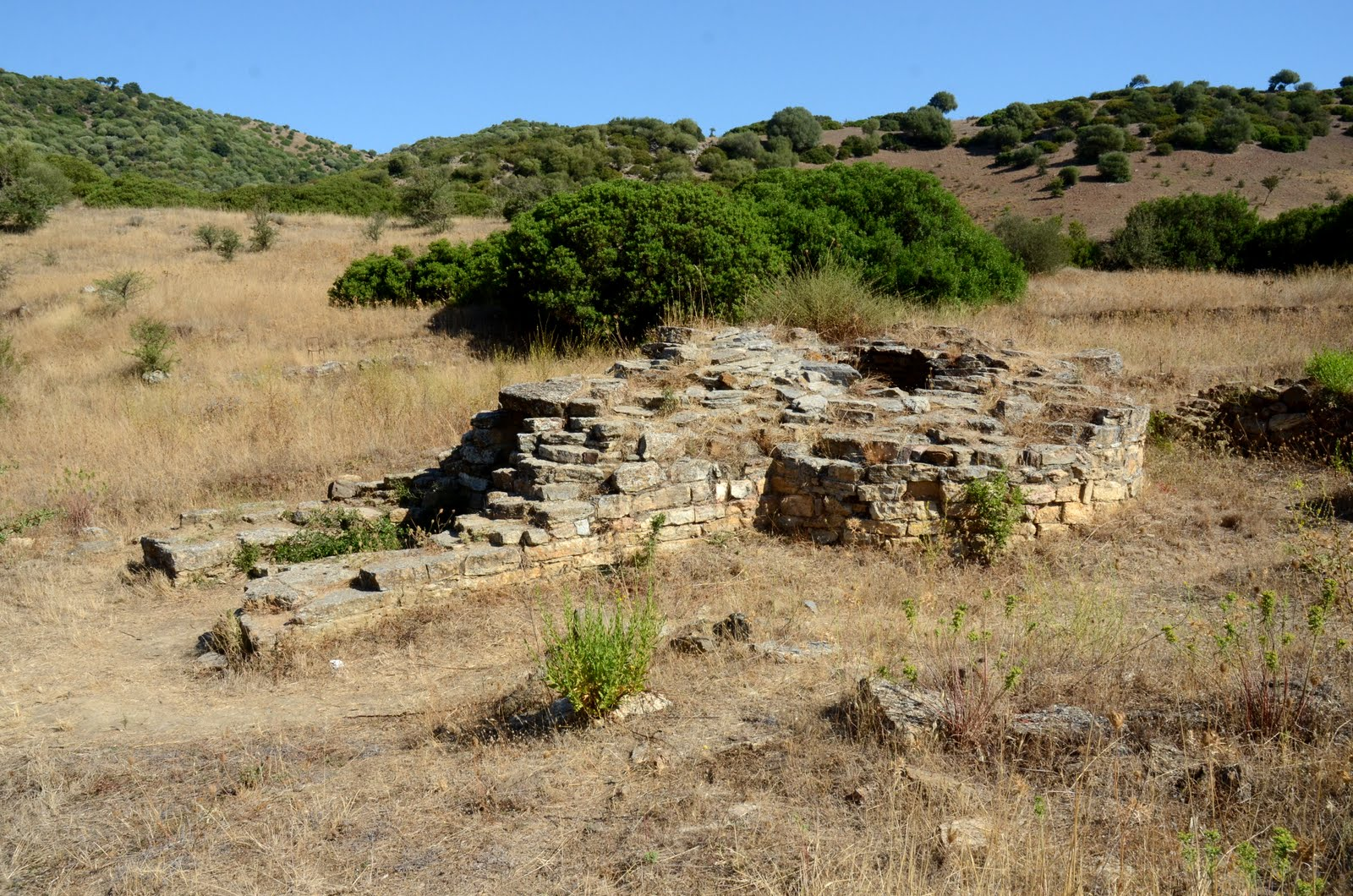
Funtana Coberta
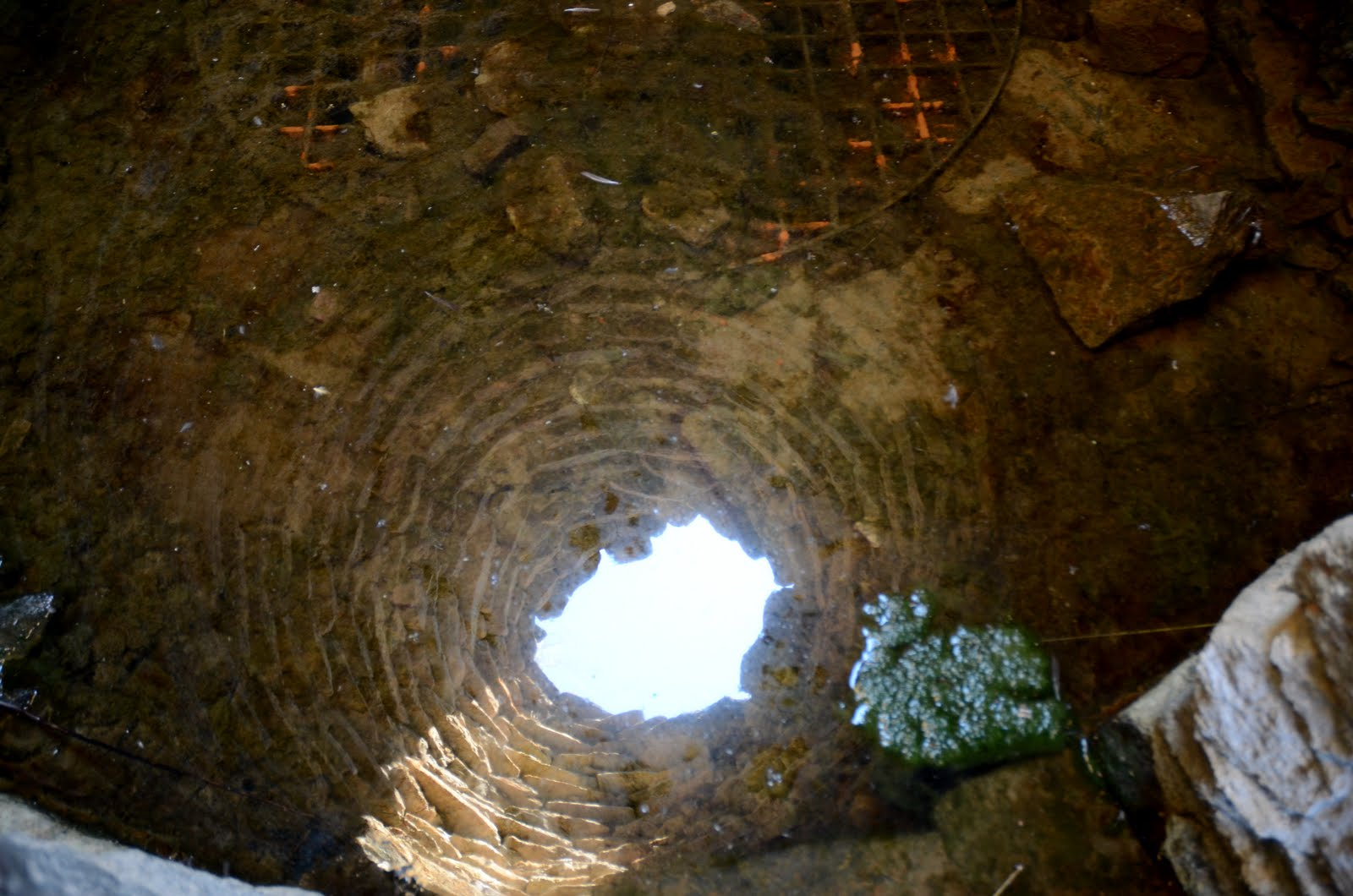
Tholos über dem Brunnen
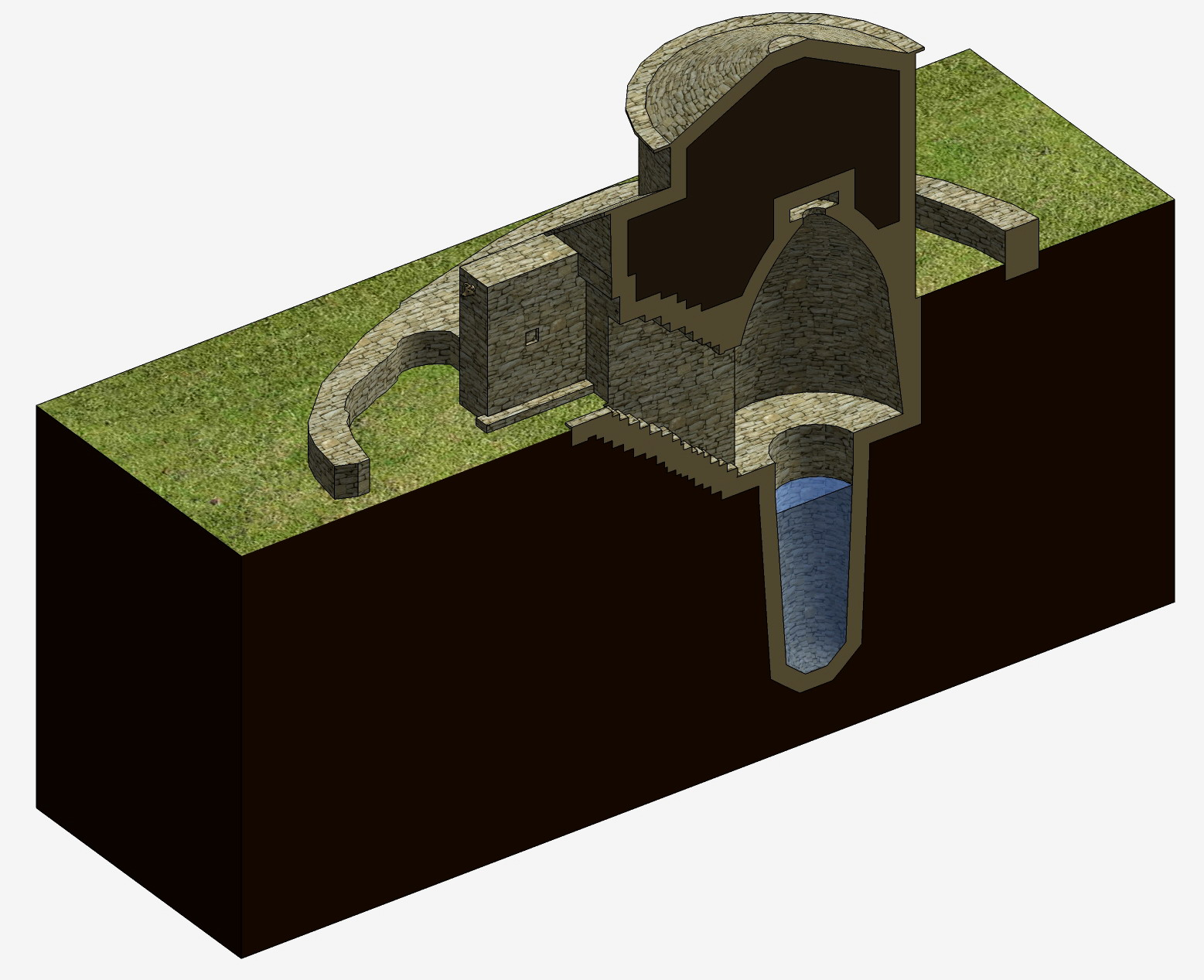
Funtana Coberta Schema
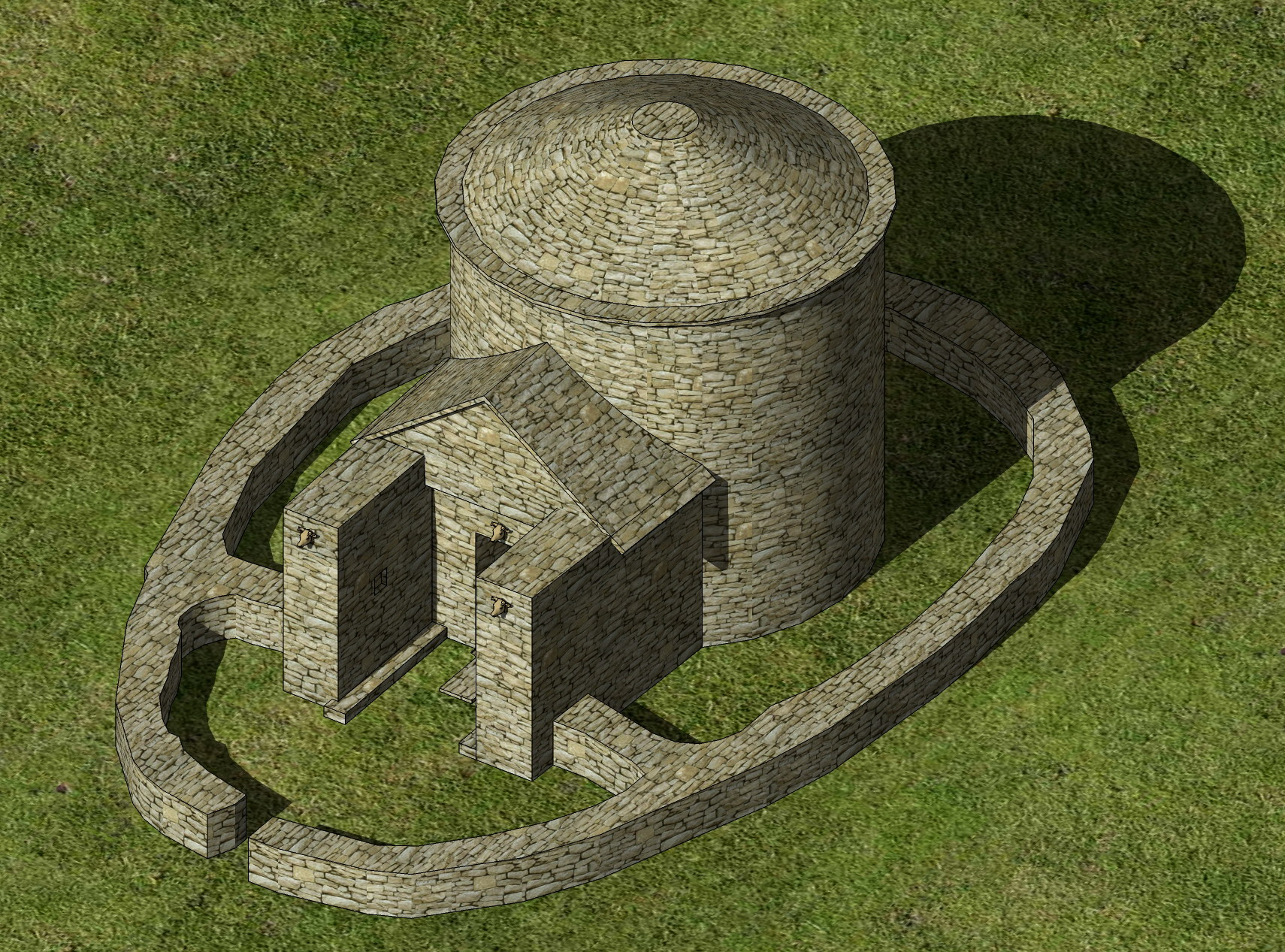
Funtana Coberta Schema
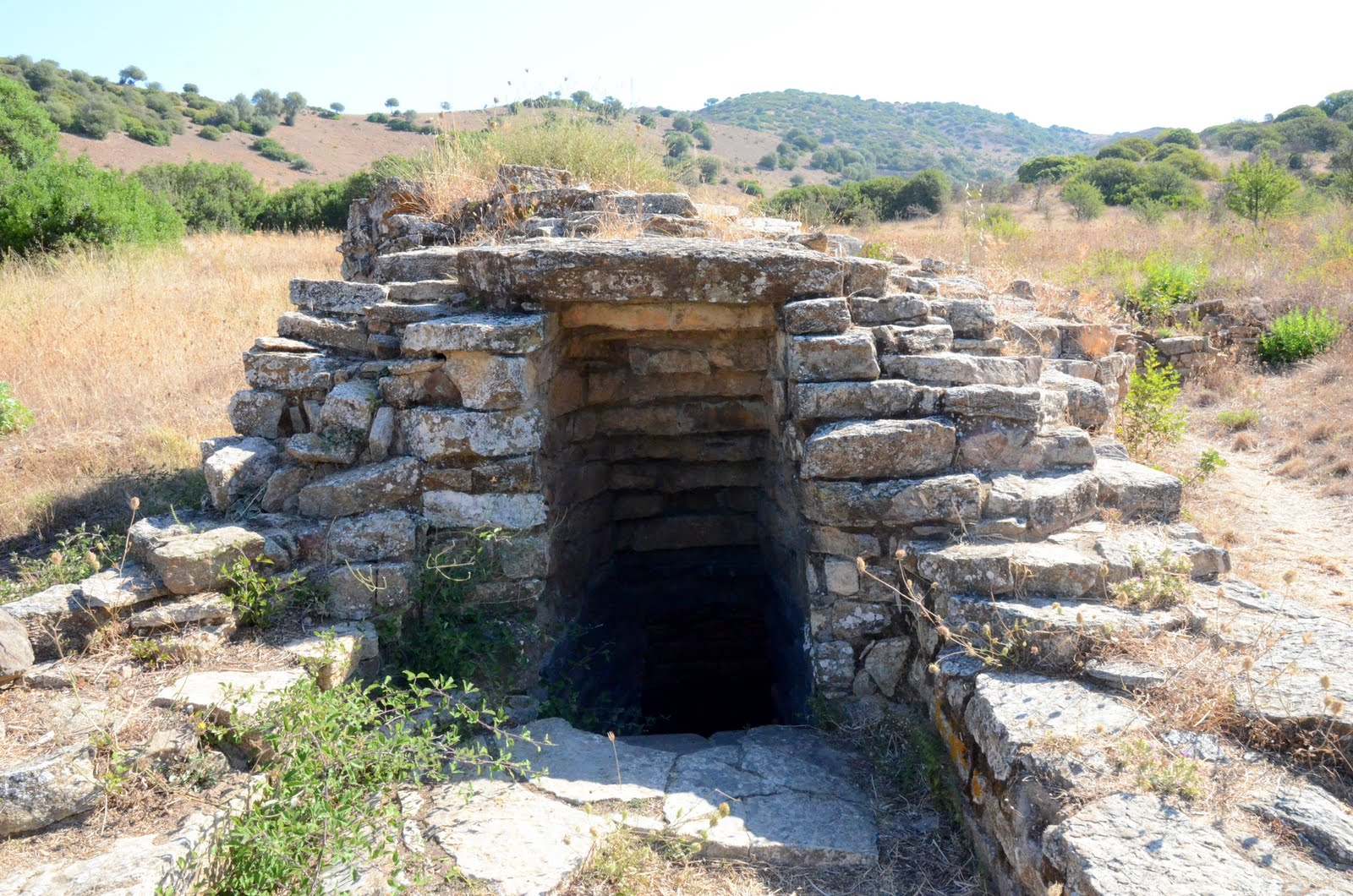
Zugang